# 187
187 (CLXXXVII) var ett normalår som började en söndag i den julianska kalendern.

## Händelser

### Okänt datum
- Septimus Severus (född Leptis Magna) utnämns till legat av lyonnäsiska Gallien.
- Rom drabbas av en ny pest.
- Albinus besegrar chatterna, en välorganiserad germanstam, som kontrollerar ett område, som inkluderar Schwarzwald.
- Pertnax efterträds som patriark av Konstantinopel av Olympians.
- Zhang Chun och Zhang Ju gör uppror, varvid soldater ur kungariket Wus armé för första gången går med i ett uppror.